# 普照院
普照院（ふしょういん、生年不詳 - 元和3年2月17日（1617年3月24日））は、安土桃山時代から江戸時代初期にかけての女性。徳川家康の側室。名は久。父は後北条氏の旧臣である間宮康俊。

## 生涯
相模国の小田原で後北条氏の旧臣である間宮康俊の娘として生まれる。
文禄4年（1595年）、伏見城にて徳川家康との間に四女である松姫を出産するも、松姫は慶長3年（1598年）にわずか4歳で早世する。また、松姫の生母を家康の側室である英勝院とする説もある。
家康逝去の翌年である元和3年2月17日（1617年3月24日）に駿府城にて死去。戒名は普照院光誉月桂清薫大禅定尼。墓所は静岡県静岡市の華陽院。同寺は家康の外祖母である華陽院や家康の五女である市姫の葬地である。当初の墓は崩壊してしまった為、慶応元年（1865年）に実家である間宮家の後裔が再建した。